# Język kimki
Język kimki (a. kimgi), także: aipki, sukubatom (a. sukubatong) – język papuaski używany w prowincji Papua w Indonezji, przez społeczność etniczną Kimki, blisko granicy z Papuą-Nową Gwineą. Według danych z 2004 r. posługuje się nim 500 osób.
Publikacja Peta Bahasa podaje, że jego użytkownicy zamieszkują wieś Batom w dystrykcie Batom (kabupaten Pegunungan Bintang). Według Ethnologue nie posługują się nim wszyscy członkowie społeczności. W użyciu są także języki indonezyjski i malajski papuaski. W 2004 r. odnotowano, że ma silną pozycję i wciąż jest przekazywany międzypokoleniowo.
Istnienie języka kimki zarejestrowano w latach 70. XX w., choć już w 1914 r. sporządzono pewną listę słownictwa, które najprawdopodobniej reprezentuje ten język. Nie został dobrze udokumentowany (dostępne materiały ograniczają się do danych leksykalnych), a jego przynależność lingwistyczna jest słabo ustalona. W wyd. 14 Ethnologue (2000) uznano, że jest spokrewniony z sąsiednim językiem yetfa-biksi. W.A. Foley (2018) i H. Hammarström (2018) opisują go jako język izolowany. Timothy Usher umieszcza ten język w grupie południowej języków pauwasi, łącząc go z językami lepki, murkim i kembra. Publikacja Glottolog (4.6) klasyfikuje kimki niezależnie od yetfa-biksi i lepki-murkim-kembra, jako izolat.